# Type 13 SNCB
Ne doit pas être confondu avec Série 13 (SNCB) et 3000 (CFL).
La Type 13 des chemins de fer belges (SNCB) était une locomotive-tender pour trains express et trains de banlieue lourds de disposition « Baltic » (disposition d'essieux 232T) mise en service en 1913.

## Caractéristiques
En 1910, le réseau belge se caractérise par plusieurs gares en cul-de-sac, parfois séparées par des distances relativement faibles, rendant souhaitable l'utilisation de locomotives-tender sur des trains rapides. C'est notamment le cas sur la ligne Bruxelles-Anvers, parcourue par les rapides trains-blocs, où les locomotives-tender type 15 se montrent insuffisantes à cause de leurs deux essieux moteurs. L’ingénieur Jean-Baptiste Flamme mit au point une lourde locomotive pour trains de banlieue de disposition 232T qui doit être capable de remorquer des trains plus lourds, y compris entre Bruxelles-Quartier Léopold et Ottignies, ligne comportant de fortes rampes. Il s’agissait de machines capables d’atteindre 110 km/h et d’une puissance de 1300ch.
Cette locomotive possède de nombreux points communs avec les autres modèles étudiés par Flamme (moteur simple expansion à quatre cylindres égaux, surchauffe, bogie à grand empattement, etc.). Elle est très proche de la type 9 dont elle reprend le mécanisme (avec quatre cylindres inclinés attaquant le premier essieu moteur) mais elle possède des roues plus petites.
Ces locomotives étaient réversibles afin de supprimer la perte de temps du revirement sur plaque tournante après chaque parcours et possédaient donc un double jeu de commandes pour le machiniste. La disposition symétrique avec deux bogies à large empattement supportant une masse quasi identique offrait en outre les mêmes qualités de roulement dans les deux sens. Afin de compenser un défaut courant des locomotives tender : la diminution progressive de la charge au fur et à mesure de la consommation des réserves d’eau et de charbon — avec des conséquences néfastes sur l’adhérence et la répartition des masses — le bogie arrière était muni de deux balanciers solidaires du châssis et reliés à la suspension du 3ème essieu moteur.
Les deux bogies porteurs possédaient un large déplacement latéral, ce qui permettait à ces longues machines de s’inscrire dans des courbes serrées, de 150 m de rayon. Tous les essieux moteurs et ceux de chaque bogie étaient freinés et munis de leur timonerie de frein.

## Carrière et services effectués
Les Ateliers métallurgiques de Tubize se voient adjuger la construction des deux prototypes.
En 1913, la 4701 figura en bonne place à l'Exposition universelle de Gand aux côtés d’autres locomotives belges. À partir du mois d'octobre, elle réalise quelques essais entre Bruxelles et Ottignies puis, renvoyée en usine, est formellement livrée en février 1914.
La crainte de l'entrée en guerre retarde la fin de la construction de la 4702 qui est finalement livrée en août 1914 et immédiatement évacuée en France où elle reste inactive tandis que la 4701, remise en service par les Allemands, est classée comme "hors type" ; peu de choses sont connues sur sa carrière qui se déroule en Belgique et en France occupées. Les deux sont récupérées en bon état par l’État belge.
Ces impressionnantes locomotives ne furent jamais construites en série, à cause de la guerre. Cette petite série restera unique parmi les machines des chemins de fer belges.
Après la guerre, la 4702 est de suite utilisée en service commercial, surtout entre Bruxelles-Quartier-Léopold et Ottignies mais aussi sur la ligne de Bruxelles-Midi à Charleroi. Affectées toutes deux au dépôt de Bruxelles-Nord en 1918, puis Anvers-Berchem en 1922, elles servent entre Bruxelles-Nord et Anvers-Central sur des trains omnibus de fort tonnage et à l’occasion sur des trains-blocs. Après un très bref passage par le dépôt d'Ottignies en 1925, où elles tracteront principalement des trains omnibus lourds vers Bruxelles ainsi que quelques omnibus vers Charleroi-Ouest, elles prennent le chemin du dépôt d'Anvers-sud fin 1928. À Berchem, les locomotives type 9, plus nombreuses et appréciées des équipes de conduite, ont repris leurs dessertes sur la ligne de Bruxelles ; elles vont donc compléter les locomotives type 16 du petit dépôt d'Anvers-Sud, s'insérant dans leurs dessertes omnibus vers Boom et Termonde et assurant des trains rapides vers Bruxelles, par la ligne 25A, ou omnibus passant par Boom et Willebroek.
La carrière de ces belles locomotives prend fin en avril 1931, alors que l'électrification prochaine de la ligne 25 et le déclin de la ligne 25A met fin à l'utilité de ces locomotives-tender lourdes pour trains rapides. Parquées sur les voies de débord de l'Atelier central de Malines, elles sont démolies en 1934. Malgré la création de la SNCB en 1926, ces locomotives n’ont jamais été renumérotées.